# Talaifacene
Talaifacene (în arabă تالة إيفاسن) este o comună din provincia Sétif, Algeria.
Populația comunei este de 20.337 de locuitori (2008).